# Шарль Луї Альфонс Лаверан

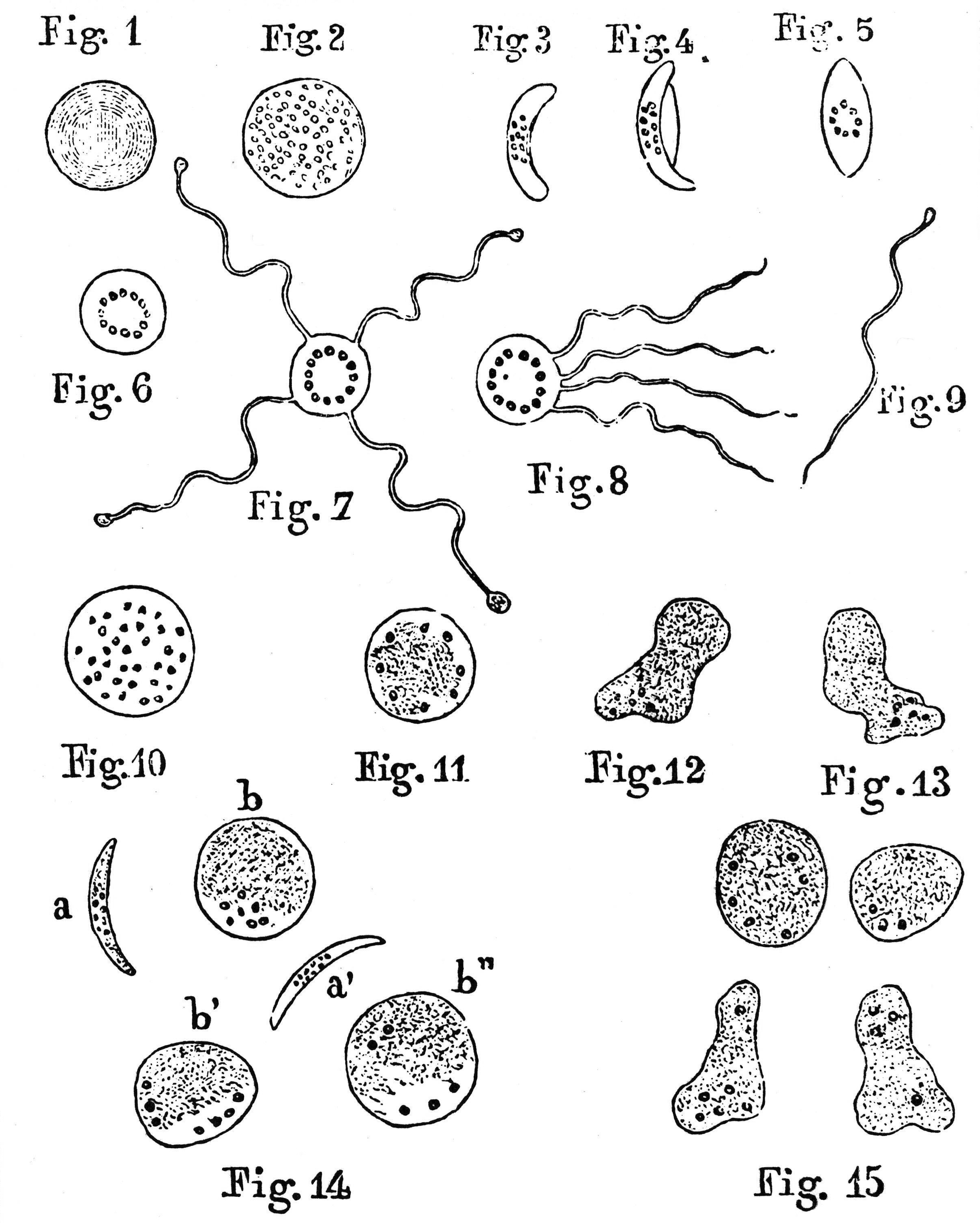
Малюнки плазмодія, які зроблені власноручно Лавераном.

Шарль Луї́ Альфо́нс Лавера́н (фр. Charles Louis Alphonse Laveran; 18 червня 1845 — 18 травня 1922) — французький військовий лікар, фізіолог, один з піонерів дослідження тропічних хвороб.
У 1880 році, під час роботи у військовому госпіталі в Алжирі, він знайшов та описав в еритроцитах найпростіше і це на той момент був перший випадок, коли найпростіші виявилися причиною хвороби в людей. Лаверан ретельно вивчив і намалював одного з чотирьох сталих збудників людської малярії — плазмодія (Plasmodium malariae), виду паразитичних найпростіших (протозоїв), який спричинює так звану чотириденну малярію. Лаверан вважав його єдиним збудником малярії, але надалі були виявлені й інші збудники малярії людей, птахів, ссавців, рептилій. Тому назва виявленого Лавераном збудника Plasmodium malariae не є правильною, але залишилась історично на знак того, що це був перший вивчений наукою плазмодій.. Пізніше Лаверан досліджував трипаносоми, зокрема збудників сонної хвороби. За дослідження ролі найпростіших у виникненні захворювань його було нагороджено Нобелівською премією з фізіології або медицини 1907 року. Похований на кладовищі Монпарнас.